# Monument à la Gloire de l’infanterie belge
Le Monument à la Gloire de l’infanterie belge se trouve dans la capitale belge à Bruxelles, sur la place Poelaert, en face du Monument britannique et au nord-est du palais de Justice,
Le monument, conçu par le sculpteur Edouard Vereycken et l'architecte Antoine De Mol, commémore les fantassins belges tombés au combat pendant les Première et Seconde Guerres mondiales,.
Il est situé sur une plate-forme surélevée qui surplombe le centre-ville de Bruxelles

## Description
Le monument semble colossal. Il consiste en un grand obélisque en pierre bleue. Sa hauteur importante est vue comme symbole de reconnaissance et de glorification de l'infanterie belge. Il est surmonté d'une couronne dorée qu'entourent quatre soldats tenant chacun une épée,.
Cet obélisque est placé au sommet d'un piédestal carré bleu. Dans le socle se trouve une crypte à l'intérieur de laquelle il y a une statue étendue. La crypte est fermée par une porte métallique de part et d'autre. De chaque côté de ces grilles, il y a deux soldats de pierre veillant devant la crypte. Les deux soldats représentent respectivement un grenadier et un chasseur à pied de 1914,.
Au bas du monument se trouve un groupe de statues figurant une scène militaire. Au milieu de ce groupe se trouve une grande figure centrale. Cette silhouette féminine est ailée et porte une longue robe et symbolise la victoire.
Autour de cette figure centrale, le monument est construit symétriquement. Elle est ainsi entourée des deux côtés par des fantassins en uniforme et en équipement. Le caractère dramatique de la scène est renforcé par les regards et les poses très expressifs des fantassins.

## Inauguration
Initialement, le monument était prévu pour être placé au sommet du jardin botanique, à l'angle de l'ancien observatoire royal. Le comité exécutif décida d'organiser un concours pour la conception du monument. Le sculpteur Edouard Vereycken et l'architecte Antoine De Mol, tous deux blessés pendant la Première Guerre mondiale, remportèrent ce concours.
En 1932, il fut décidé que le monument serait plutôt édifié sur la place Quetelet, ce qui engendra de vives protestations. En conséquence, à la fin de 1933, on modifia de nouveau l'emplacement pour se porter finalement sur la Place Poelaert.
Le 5 mai 1935, le monument est inauguré par le roi Léopold III.

## Monument classé
Le 6 mai 2015, le mémorial fut classé monument protégé. Cette décision a été prise sur base de sa valeur historique, sociale, artistique et esthétique,,,

## Inscriptions
Le monument comporte également diverses inscriptions honorant l'héroïsme des soldats belges victimes ou non,.
Face avant:
| A LA GLOIRE DE L' INFANTERIE BELGE | 1914 1918 1940 1945 | TER VERHEERLIJKING DER BELGISCHE INFANTERIE |
| PETIT GRANIT DE MERBES-SPRIMONT    |                     | SCULP. E. VEREYCKEN ARCH. ANT. DE MOL       |

Face arrière:
| AAN DE INFANTERISTEN GESNEUVELD VOOR HET VADERLAND 1914-1918 - 1940-1945 | SALUS PATRIAE SUPREMA LEX | AUX FANTASSINS MORTS POUR LA PATRIE 1914 - 1918 1940 - 1945 |